# Brian Lewis (kierowca wyścigowy)
Brian Edmund Lewis (ur. 7 grudnia 1903 roku w Londynie, zm. 18 lipca 1978 roku w Lozannie) – brytyjski kierowca wyścigowy.

## Kariera wyścigowa
W wyścigach samochodowych Lewis startował głównie w wyścigach Grand Prix, AAA Championship Car oraz w wyścigach samochodów sportowych. W latach 1934–1935 odniósł zwycięstwo w brytyjskim wyścigu Mannin Moar. W latach 1931, 1935 Brytyjczyk brał udział w wyścigach zaliczanych do klasyfikacji Mistrzostw Europy AIACR. W pierwszym sezonie startów z dorobkiem szesnastu punktów uplasował się na szesnastej pozycji w klasyfikacji generalnej. Po wznowieniu mistrzostw w sezonie 1935 Brian Lewis uzbierał łącznie 39 punktów. Został sklasyfikowany na 29. miejscu w końcowej klasyfikacji kierowców.
W latach 1929-1935 Brytyjczyk pojawiał się w stawce 24-godzinnego wyścigu Le Mans. W pierwszym swoim sezonie nie zdołał osiągnąć linii mety. Jednak już rok później odniósł zwycięstwo w klasie 3, a w klasyfikacji generalnej był trzeci. W kolejnych pięciu sezonach stawał na najniższym stopniu podium w klasach 3 i 1.5.